# Eric Martin González
Eric Fernando Martin González (Rengo, 21 de septiembre de 1966) es un ingeniero civil industrial chileno, militante del Partido Socialista (PS) y presidente de la Empresa de los Ferrocarriles del Estado (EFE) desde mayo de 2022.

## Biografía
Sus padres son Leopoldo Sebastián Martin Ramos y Ernestina Guadalupe González Sánchez. Estudió ingeniería civil industrial en la Universidad de Chile y posee también un diplomado en Concesiones de Infraestructura de la Universidad Adolfo Ibáñez y un post-título en Gerencia Pública y Economía de la Infraestructura, ambos de la Universidad de Chile.
Entre los organismos públicos en que ha trabajado se encuentran el Ministerio de Justicia, la Intendencia Metropolitana, la Corporación de Fomento de la Producción (Corfo) —siendo subdirector del área de Infraestructura, Energía y Medio Ambiente de INNOVA Chile en 2006—, el Ministerio de Obras Públicas (MOP) —ocupando puestos en la Dirección Nacional de Vialidad y participando como Encargado de Asuntos Internacionales hacia 2005, coordinador del Programa de Fortalecimiento Institucional en 2010 y coordinador de Concesiones hasta mayo de 2015—. y el Directorio de Transporte Público Metropolitano (DTPM) —desempeñándose hacia 2017 como secretario técnico de Estrategia y Planificación—. También se ha desempeñado como consultor internacional del Banco Interamericano de Desarrollo (BID), CAF-Banco de Desarrollo de América Latina y el Banco Mundial.
El 25 de mayo de 2022 fue nombrado presidente de la Empresa de los Ferrocarriles del Estado mediante el Sistema de Empresas Públicas (SEP).